# Malésie
Ne doit pas être confondu avec Malaisie, Mélanésie ou Insulinde.
 La Malésie est une région biogéographique à cheval sur l'équateur et aux limites de l'écozone indomalaise et de l’écozone australasienne, ainsi qu’une région floristique phytogéographique du royaume paléotropical. Différentes définitions lui ont été données. Le Schéma géographique mondial pour l'enregistrement des distributions de plantes a séparé la Papouasie dans sa version de 2001.

## Province floristique
La Malésie a d'abord été identifiée comme une région floristique qui comprenait la péninsule malaise, l'archipel malais, Nouvelle-Guinée, et l'archipel Bismarck, basé sur une variété partagée de la flore tropicale provenant principalement de l'Asie, mais aussi avec de nombreux éléments de la flore antarctique, y compris de nombreuses espèces appartenant aux familles de conifères de l'hémisphère sud, Podocarpaceae et Araucariaceae. La région floristique recouvre quatre régions fauniques distinctes de mammifères.
La première édition du Schéma géographique mondial pour l'enregistrement des distributions de plantes (WGSRPD) a utilisé cette définition, mais dans la deuxième édition de 2001, la Nouvelle-Guinée et l’archipel de Bismarck ont été retirés de Malésie pour être réunis avec le Îles Salomon, précédemment placées dans la région Pacifique Sud-Ouest du WGSRPD. Ces trois éléments forment une nouvelle région, la Papouasie.

### Sondeland
La partie occidentale de la Malésie, qui comprend la péninsule malaise et les îles de Sumatra, Java, Bali et Bornéo, partage la grande faune de mammifères d'Asie et est connue sous le nom de Sondeland. Ces îles sont situées sur le plateau continental relativement peu profond de l'Asie et ont y été reliées pendant les périodes glaciaires, lorsque le niveau de la mer était plus bas. La limite Est de Sondeland est la ligne Wallace, qui doit son nom à Alfred Russel Wallace, naturaliste britannique du XIXe siècle, qui avait noté la différence de faune entre les îles situées de part et d'autre de la ligne. Les Diptérocarpacées sont les arbres prédominants dans les forêts de plaine du Sondeland.

### Philippines
La plupart des Philippines n’ont jamais été reliées au continent asiatique et possèdent une flore essentiellement asiatique ainsi qu'une faune de mammifères distincte.

### Wallacée
Les îles situées entre Sundaland et la Nouvelle-Guinée, appelées Wallacée, n’ont jamais été reliées aux continents voisins et possèdent une flore et une faune comprenant des éléments indomalais et australasiens.

### Nouvelle-Guinée et archipel de Bismarck (Sahulland)
Les Îles Salomon, la Nouvelle-Guinée et l'archipel de Bismarck sont placés ensemble en Papouasie plutôt qu'en Malésie dans la deuxième version du WGSRPD. La partie orientale de l'ancienne définition de la Malésie, qui comprend la Nouvelle-Guinée et les îles Aru de l'Indonésie orientale, est reliée à l'Australie par un plateau continental peu profond et partage de nombreux taxons de mammifères et d'oiseaux marsupiaux avec l'Australie. La Nouvelle-Guinée compte également de nombreux autres éléments de la flore antarctique, notamment le hêtre du Sud (Nothofagus) et les eucalyptus. La Nouvelle-Guinée possède les plus hautes montagnes de Malésie et de Papuasia, et sa végétation varie de la forêt tropicale des basses terres à la toundra.